# Vislanka
Vislanka (Hongaars: Pusztamező) is een Slowaakse gemeente in de regio Prešov, en maakt deel uit van het district Stará Ľubovňa.
Vislanka telt 248 inwoners.